# Yussif Moussa
Yussif Daouda Moussa (4 settembre 1998) è un calciatore nigerino, centrocampista svincolato della nazionale nigerina.

## Carriera

### Club
Ha giocato nella prima divisione dei campionati nigerino, finlandese, israeliano e libico.

### Nazionale
Nel 2017 ha esordito con la nazionale nigerina.

## Statistiche

### Presenze e reti nei club
Statistiche aggiornate al 29 ottobre 2021.
| Stagione           | Squadra            | Campionato         | Campionato | Campionato | Coppe nazionali | Coppe nazionali | Coppe nazionali | Coppe continentali | Coppe continentali | Coppe continentali | Altre coppe | Altre coppe | Altre coppe | Totale | Totale |
| Stagione           | Squadra            | Comp               | Pres       | Reti       | Comp            | Pres            | Reti            | Comp               | Pres               | Reti               | Comp        | Pres        | Reti        | Pres   | Reti   |
| ------------------ | ------------------ | ------------------ | ---------- | ---------- | --------------- | --------------- | --------------- | ------------------ | ------------------ | ------------------ | ----------- | ----------- | ----------- | ------ | ------ |
| 2019               | Ilves              | VL                 | 23         | 2          | CF              | 2               | 0               |                    | -                  | -                  |             | -           | -           | 25     | 2      |
| 2020               | Ilves              | VL                 | 1          | 0          | CF              | 0               | 0               |                    | -                  | -                  |             | -           | -           | 1      | 0      |
| Totale Ilves       | Totale Ilves       | Totale Ilves       | 24         | 2          |                 | 2               | 0               |                    | -                  | -                  |             | -           | -           | 26     | 2      |
| 2020-2021          | Bnei Yehuda        | LhA                | 16         | 0          | CI+TC           | 0+4             | 0               |                    | -                  | -                  |             | -           | -           | 20     | 0      |
| 2021-2022          | Bnei Yehuda        | LL                 | 0          | 0          | CI              | 0               | 0               |                    | -                  | -                  |             | -           | -           | 0      | 0      |
| Totale Bnei Yehuda | Totale Bnei Yehuda | Totale Bnei Yehuda | 16         | 0          |                 | 4               | 0               |                    | -                  | -                  |             | -           | -           | 20     | 0      |
| Totale carriera    | Totale carriera    | Totale carriera    | 40         | 2          |                 | 6               | 0               |                    | -                  | -                  |             | -           | -           | 46     | 2      |

### Cronologia presenze e reti in nazionale
| Cronologia completa delle presenze e delle reti in nazionale ― Niger | Cronologia completa delle presenze e delle reti in nazionale ― Niger | Cronologia completa delle presenze e delle reti in nazionale ― Niger | Cronologia completa delle presenze e delle reti in nazionale ― Niger | Cronologia completa delle presenze e delle reti in nazionale ― Niger | Cronologia completa delle presenze e delle reti in nazionale ― Niger | Cronologia completa delle presenze e delle reti in nazionale ― Niger | Cronologia completa delle presenze e delle reti in nazionale ― Niger |
| Data                                                                 | Città                                                                | In casa                                                              | Risultato                                                            | Ospiti                                                               | Competizione                                                         | Reti                                                                 | Note                                                                 |
| -------------------------------------------------------------------- | -------------------------------------------------------------------- | -------------------------------------------------------------------- | -------------------------------------------------------------------- | -------------------------------------------------------------------- | -------------------------------------------------------------------- | -------------------------------------------------------------------- | -------------------------------------------------------------------- |
| 13-8-2017                                                            | Niamey                                                               | Niger                                                                | 2 – 1                                                                | Costa d'Avorio                                                       | Qual. Campionato delle Nazioni Africane 2018                         | -                                                                    | 78’                                                                  |
| 19-8-2017                                                            | Abidjan                                                              | Costa d'Avorio                                                       | 1 – 0                                                                | Niger                                                                | Qual. Campionato delle Nazioni Africane 2018                         | -                                                                    | 82’                                                                  |
| 18-11-2018                                                           | Manzini                                                              | eSwatini                                                             | 1 – 2                                                                | Niger                                                                | Qual. Coppa d'Africa 2019                                            | -                                                                    |                                                                      |
| 10-10-2019                                                           | Niamey                                                               | Niger                                                                | 1 – 1                                                                | Zambia                                                               | Amichevole                                                           | -                                                                    |                                                                      |
| 13-10-2019                                                           | Niamey                                                               | Niger                                                                | 0 – 2                                                                | Rep. Centrafricana                                                   | Amichevole                                                           | -                                                                    |                                                                      |
| 16-11-2019                                                           | Abidjan                                                              | Costa d'Avorio                                                       | 1 – 0                                                                | Niger                                                                | Qual. Coppa d'Africa 2021                                            | -                                                                    | 67’                                                                  |
| 19-11-2019                                                           | Niamey                                                               | Niger                                                                | 2 – 6                                                                | Madagascar                                                           | Qual. Coppa d'Africa 2021                                            | 1                                                                    |                                                                      |
| 13-11-2020                                                           | Niamey                                                               | Niger                                                                | 1 – 0                                                                | Etiopia                                                              | Qual. Coppa d'Africa 2021                                            | -                                                                    | 32’                                                                  |
| 17-11-2020                                                           | Addis Abeba                                                          | Etiopia                                                              | 3 – 0                                                                | Niger                                                                | Qual. Coppa d'Africa 2021                                            | -                                                                    | 73’                                                                  |
| 26-3-2021                                                            | Niamey                                                               | Niger                                                                | 0 – 3                                                                | Costa d'Avorio                                                       | Qual. Coppa d'Africa 2021                                            | -                                                                    | 49’ 69’                                                              |
| 5-6-2021                                                             | Manavgat                                                             | Niger                                                                | 0 – 2                                                                | Gambia                                                               | Amichevole                                                           | -                                                                    |                                                                      |
| 11-6-2021                                                            | Manavgat                                                             | Guinea                                                               | 2 – 1                                                                | Niger                                                                | Amichevole                                                           | -                                                                    |                                                                      |
| 22-8-2021                                                            | Dubai                                                                | Niger                                                                | 2 – 1                                                                | Sudan                                                                | Amichevole                                                           | -                                                                    | 53’                                                                  |
| 6-9-2021                                                             | Rabat                                                                | Gibuti                                                               | 2 – 4                                                                | Niger                                                                | Qual. Mondiali 2022                                                  | -                                                                    | 44’ 50’                                                              |
| 12-10-2021                                                           | Niamey                                                               | Niger                                                                | 0 – 4                                                                | Algeria                                                              | Qual. Mondiali 2022                                                  | -                                                                    | 53’                                                                  |
| 9-9-2024                                                             | Berkane                                                              | Niger                                                                | 1 – 1                                                                | Ghana                                                                | Qual. Coppa d'Africa 2025                                            | -                                                                    | 37’ 64’                                                              |
| 18-11-2024                                                           | Accra                                                                | Ghana                                                                | 1 – 2                                                                | Niger                                                                | Qual. Coppa d'Africa 2025                                            | -                                                                    |                                                                      |
| Totale                                                               |                                                                      | Presenze                                                             | 17                                                                   |                                                                      | Reti                                                                 | 1                                                                    |                                                                      |

## Palmarès

### Club

#### Competizioni nazionali
- Coppa di Finlandia: 2

Ilves: 2019, 2023